# Anna Heringer
Anna Heringer (Rosenheim, 13 oktober 1977) is een Duitse architecte. Ze is gekend als voorvechter van duurzame architectuur.

## Biografie
Anna Heringer groeide op in Laufen (Beieren), en studeerde af aan de Kunstuniversiteit Linz in 2004. Tijdens haar opleiding deed ze, in 1997, vrijwilligerswerk in Bangladesh. Haar afstudeerwerk betrof de METI Handmade School in Rudrapur die gebouwd werd met traditionele en lokale bouwmaterialen. Sinds 2004 is Heringer gastspreker aan zowel universiteiten als congressen. 

## Werk (selectie)
Werk en schetsen van haar zijn te zien in MoMA (New York), la Loge (Brussel), Cité d`architecture and du patrimoine (Parijs), het MAM (São Paulo), de Aedes Gallery (Berlijn).
- METI Handmade School in Rudrapur (2006)
- DES-school (2008) in Rudrapur
- Training Center for Sustainability in Marrakech (2010)
- Ayurvedisch centrum, RoSana in Rosenheim (2021)
- Anandaloy-gebouw (Bangladesh)

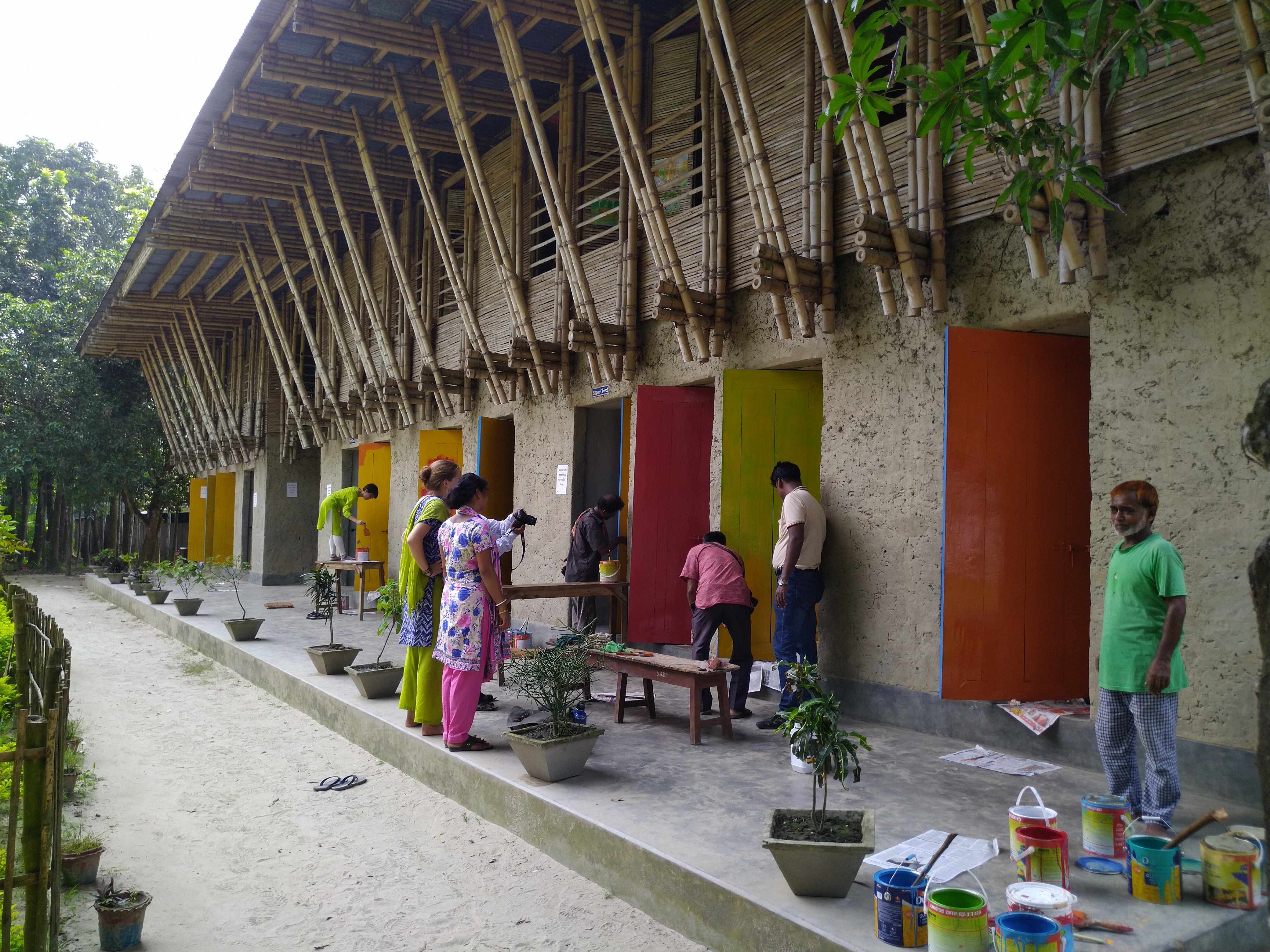
Meti buitenzijde
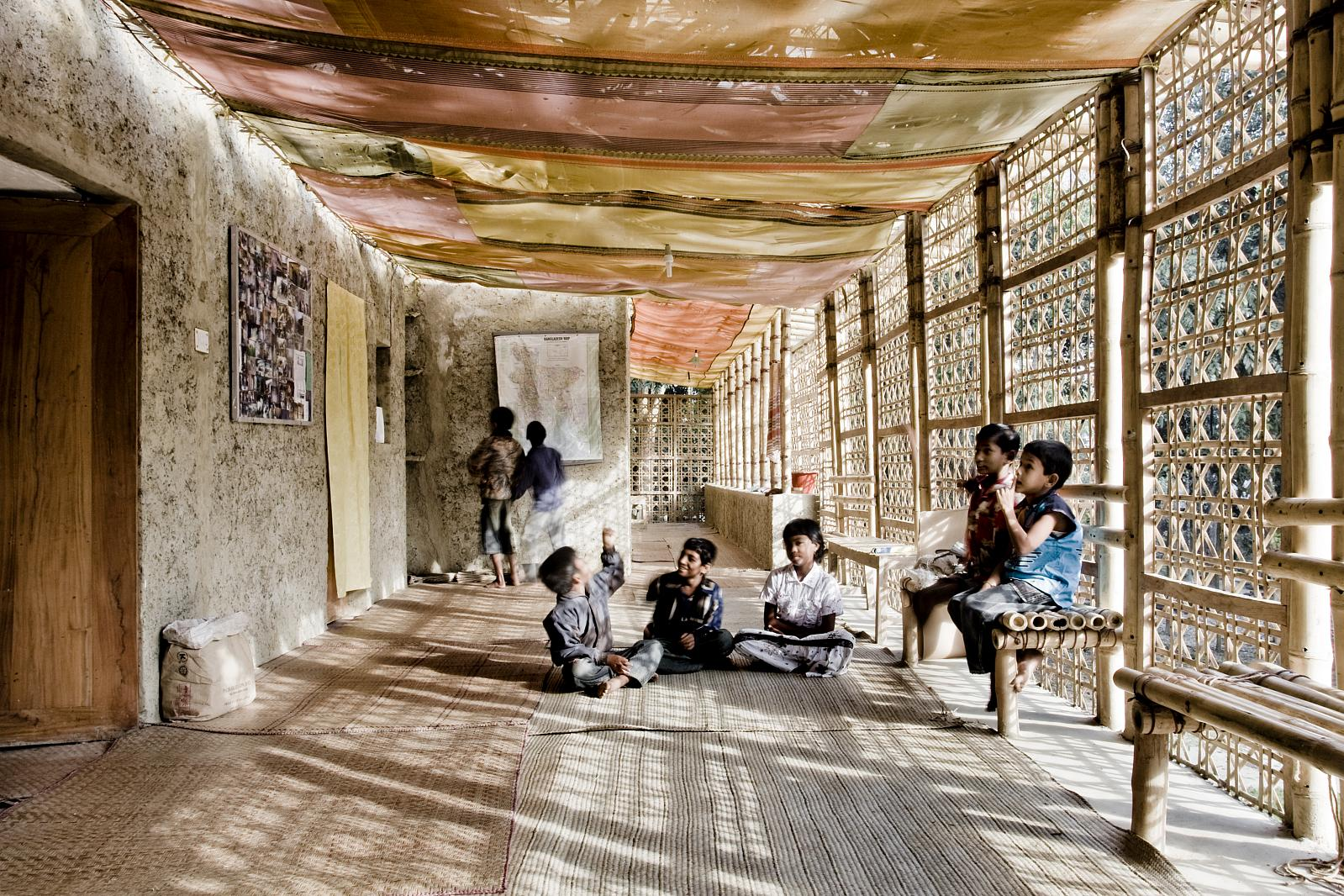
Meti binnenzijde
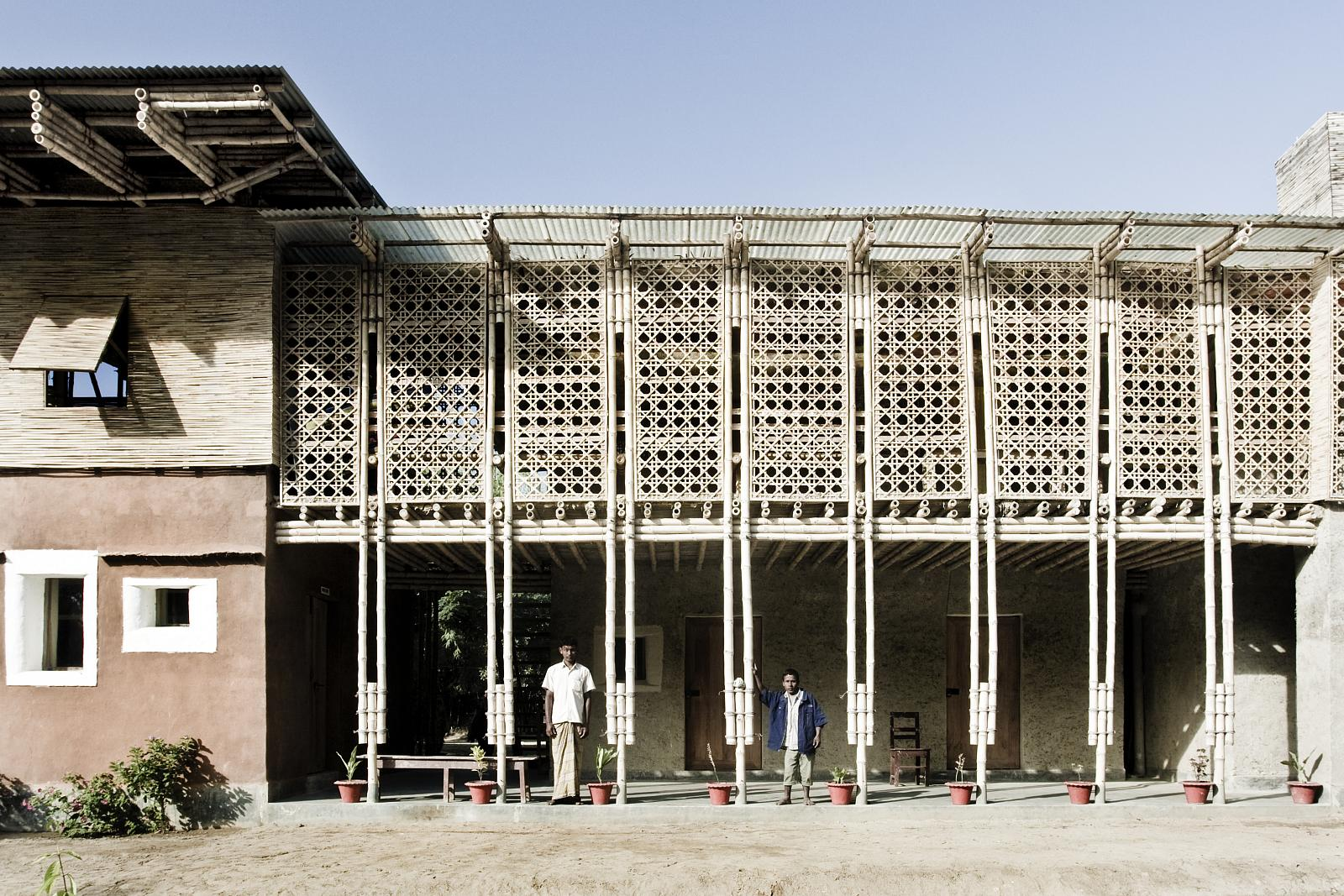
Desi

## Erkentelijkheden
- 2007 - Aga Khan Award for Architecture, voor de METI School
- 2010 - Biënnale van Venetië
- 2011 - Bronze Regionale Holcim Awards, voor het Training Center in Marrakesh.
- 2011 - Global Award for Sustainable Architecture
- 2020 - Obel Award voor het Anandaloy gebouw[1]